# Ajdir
Ajdir (en àrab أجدير, Ajdīr; en amazic ⴰⵊⴷⵉⵔ) és una comuna rural de la província d'Al Hoceima, a la regió de Tànger-Tetuan-Al Hoceima, al Marroc. Segons el cens de 2014 tenia una població total de 5.314 persones. De 1922 a 1926 va ser la capital de la república del Rif. Hi està enterrat Abbas Messaâdi, un dels caps de l'Exèrcit d'Alliberament Marroquí.